# Eva (bibelsk person)
 For alternative betydninger, se Eva (flertydig). (Se også artikler, som begynder med Eva)
Eva er i Bibelen den første kvinde.
I den ene skabelsesberetning (1. Mosebog 1,1-2,3) skaber Gud manden og kvinden samtidig: "Gud skabte mennesket i sit billede; i Guds billede skabte han det, som mand og kvinde skabte han dem" (1. Mosebog 1,27). I den anden skabelsesberetning (1. Mosebog 2,3-25) skabes kvinden først senere af Adams ribben som en medhjælper for Adam.
Eva får først navn efter syndefaldet. Adam kalder hende "hawwah", der betyder livgiver "for hun blev mor til alle mennesker" (1 Mosebog 3,20).
Eva er moder til Kain, Abel og Set samt (ifølge Jubilæerbogen) Azûrâ og Awân.
Evas liv med Adam efter uddrivelsen fra Edens Have er beskrevet i de jødiske skrifter Adam og Evas liv.